# Kenesaw
Kenesaw és una població dels Estats Units a l'estat de Nebraska. Segons el cens del 2000 tenia 873 habitants.

## Demografia
Segons el cens del 2000, Kenesaw tenia 873 habitants, 318 habitatges, i 232 famílies. La densitat de població era de 396,5 habitants per km².
Dels 318 habitatges en un 36,5% hi vivien nens de menys de 18 anys, en un 65,1% hi vivien parelles casades, en un 5,7% dones solteres, i en un 27% no eren unitats familiars. En el 24,5% dels habitatges hi vivien persones soles el 14,8% de les quals corresponia a persones de 65 anys o més que vivien soles. El nombre mitjà de persones vivint en cada habitatge era de 2,54 i el nombre mitjà de persones que vivien en cada família era de 3,03.
Per edats la població es repartia de la següent manera: un 27,5% tenia menys de 18 anys, un 4,2% entre 18 i 24, un 25,5% entre 25 i 44, un 21,1% de 45 a 60 i un 21,6% 65 anys o més.
L'edat mediana era de 40 anys. Per cada 100 dones de 18 o més anys hi havia 88,4 homes.
La renda mediana per habitatge era de 37.050 $ i la renda mediana per família de 45.500 $. Els homes tenien una renda mediana de 28.125 $ mentre que les dones 18.917 $. La renda per capita de la població era de 16.206 $. Aproximadament el 2,2% de les famílies i el 3,5% de la població estaven per davall del llindar de pobresa.

## Poblacions més properes
El següent diagrama mostra les poblacions més properes.